# بونس
بونس (به انگلیسی: Bo'ness) یک شهرک در اسکاتلند است که در لوتیان غربی واقع شده‌است. بونس ۱۴٬۴۹۰ نفر جمعیت دارد.